# 东水关 (南京)
东水关旧称上水门，位于中国江苏省南京市秦淮区龙蟠中路通济门大桥西侧，为秦淮河入城处的闸门、内秦淮河的起点，始建于五代杨吴时期，明初扩建。原高三层，每层均设有11个券洞，下层用于通水，内设调水闸以控制水位（又名上水闸，建于清末，民国时在外侧建露天的下水闸，以便舟楫运输），上层中层用于藏兵囤粮，今上层仅存遗址（重修时恢复了其中一个券洞门）。2001年重修，今为以水文化为主题的东水关遗址公园。

## 图集

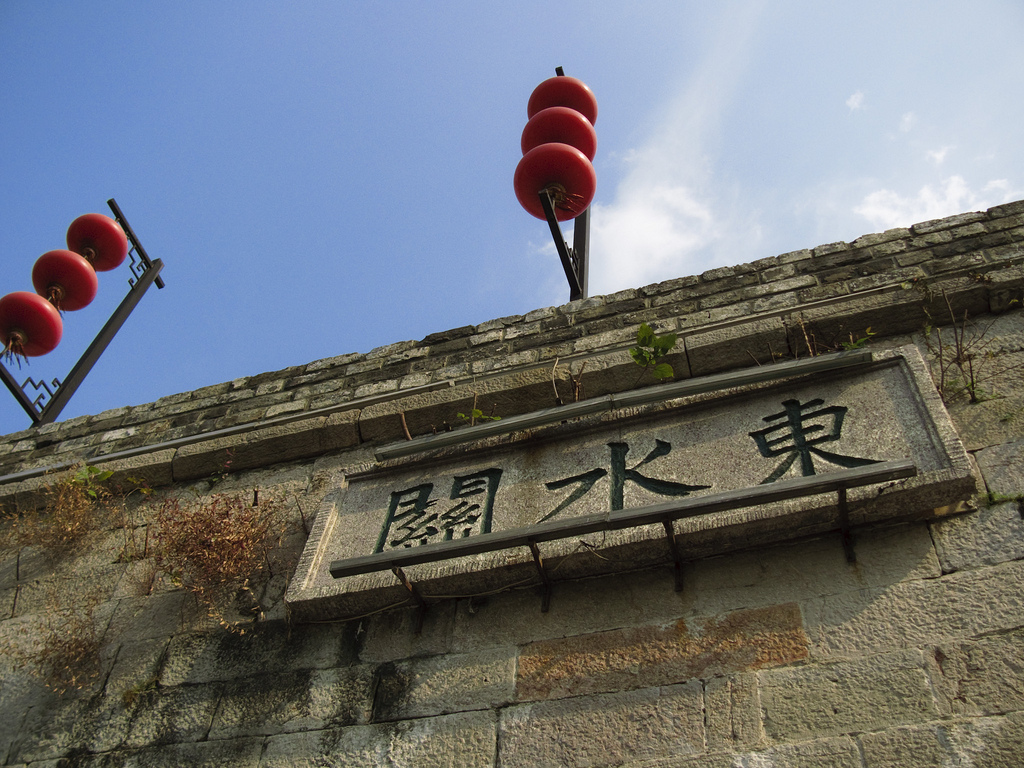
东水关内侧匾额